# Abergement-la-Ronce
Pour les articles homonymes, voir Abergement (homonymie).
Abergement-la-Ronce est une commune française située dans le département du Jura, la région culturelle et historique de Franche-Comté et la région administrative Bourgogne-Franche-Comté. 

## Géographie

### Situation
La commune d'Abergement-la-Ronce, délimitée au nord par la frontalière du département de la Côte-d'Or (Bourgogne-Franche-Comté) et au sud par le Bief Noir, fait partie du Pays Dolois, région naturelle du Nord-Ouest de la plaine jurassienne, et plus précisément de sa partie ouest dite le Finage.
Les villes les plus proches sont Damparis (4,5 km), Tavaux (6,4 km), et Dole, sous-préfecture du département (11 km).

### Cours d'eau et forêts
La commune est traversée par le canal du Rhône au Rhin ainsi que les ruisseaux Turlurot, Bief-Salé, Bief-Noir et La Blaine. Forêt et bois couvrent 91 ha de son territoire.

### Géologie et relief
La superficie de la commune est de 712 hectares ; l'altitude varie entre 186 et 195 mètres.
Située dans la plaine du Finage, la commune dispose de sols profonds et bruns favorables aux céréales (maïs, blé), au colza, à la betterave sucrière et aux cultures légumières.

### Climat
Pour des articles plus généraux, voir Climat de la Bourgogne-Franche-Comté et Climat du département du Jura.
En 2010, le climat de la commune est de type climat océanique dégradé des plaines du Centre et du Nord, selon une étude du Centre national de la recherche scientifique s'appuyant sur une série de données couvrant la période 1971-2000. En 2020, Météo-France publie une typologie des climats de la France métropolitaine dans laquelle la commune est exposée à un climat semi-continental et est dans la région climatique Bourgogne, vallée de la Saône, caractérisée par un bon ensoleillement (1 900 h/an), un été chaud (18,5 °C), un air sec au printemps et en été et des vents faibles.
Pour la période 1971-2000, la température annuelle moyenne est de 10,7 °C, avec une amplitude thermique annuelle de 17,5 °C. Le cumul annuel moyen de précipitations est de 889 mm, avec 11,5 jours de précipitations en janvier et 7,9 jours en juillet. Pour la période 1991-2020, la température moyenne annuelle observée sur la station météorologique de Météo-France la plus proche, « Tavaux Sa », sur la commune de Tavaux à 4 km à vol d'oiseau, est de 11,7 °C et le cumul annuel moyen de précipitations est de 868,7 mm. 
La température maximale relevée sur cette station est de 40,1 °C, atteinte le 7 août 2003 ; la température minimale est de −18,2 °C, atteinte le 20 décembre 2009,,.
Les paramètres climatiques de la commune ont été estimés pour le milieu du siècle (2041-2070) selon différents scénarios d'émission de gaz à effet de serre à partir des nouvelles projections climatiques de référence DRIAS-2020. Ils sont consultables sur un site dédié publié par Météo-France en novembre 2022.

## Urbanisme

### Typologie
Au 1er janvier 2024, Abergement-la-Ronce est catégorisée commune rurale à habitat dispersé, selon la nouvelle grille communale de densité à sept niveaux définie par l'Insee en 2022.
Elle est située hors unité urbaine. Par ailleurs la commune fait partie de l'aire d'attraction de Dole, dont elle est une commune de la couronne,. Cette aire, qui regroupe 87 communes, est catégorisée dans les aires de 50 000 à moins de 200 000 habitants,.

### Occupation des sols
L'occupation des sols de la commune, telle qu'elle ressort de la base de données européenne d’occupation biophysique des sols Corine Land Cover (CLC), est marquée par l'importance des territoires artificialisés (39,3 % en 2018), en diminution par rapport à 1990 (42,7 %). La répartition détaillée en 2018 est la suivante : 
terres arables (30,2 %), zones industrielles ou commerciales et réseaux de communication (28,2 %), forêts (22,9 %), zones urbanisées (11,1 %), zones agricoles hétérogènes (4,2 %), prairies (2,7 %), milieux à végétation arbustive et/ou herbacée (0,7 %). L'évolution de l’occupation des sols de la commune et de ses infrastructures peut être observée sur les différentes représentations cartographiques du territoire : la carte de Cassini (XVIIIe siècle), la carte d'état-major (1820-1866) et les cartes ou photos aériennes de l'IGN pour la période actuelle (1950 à aujourd'hui).

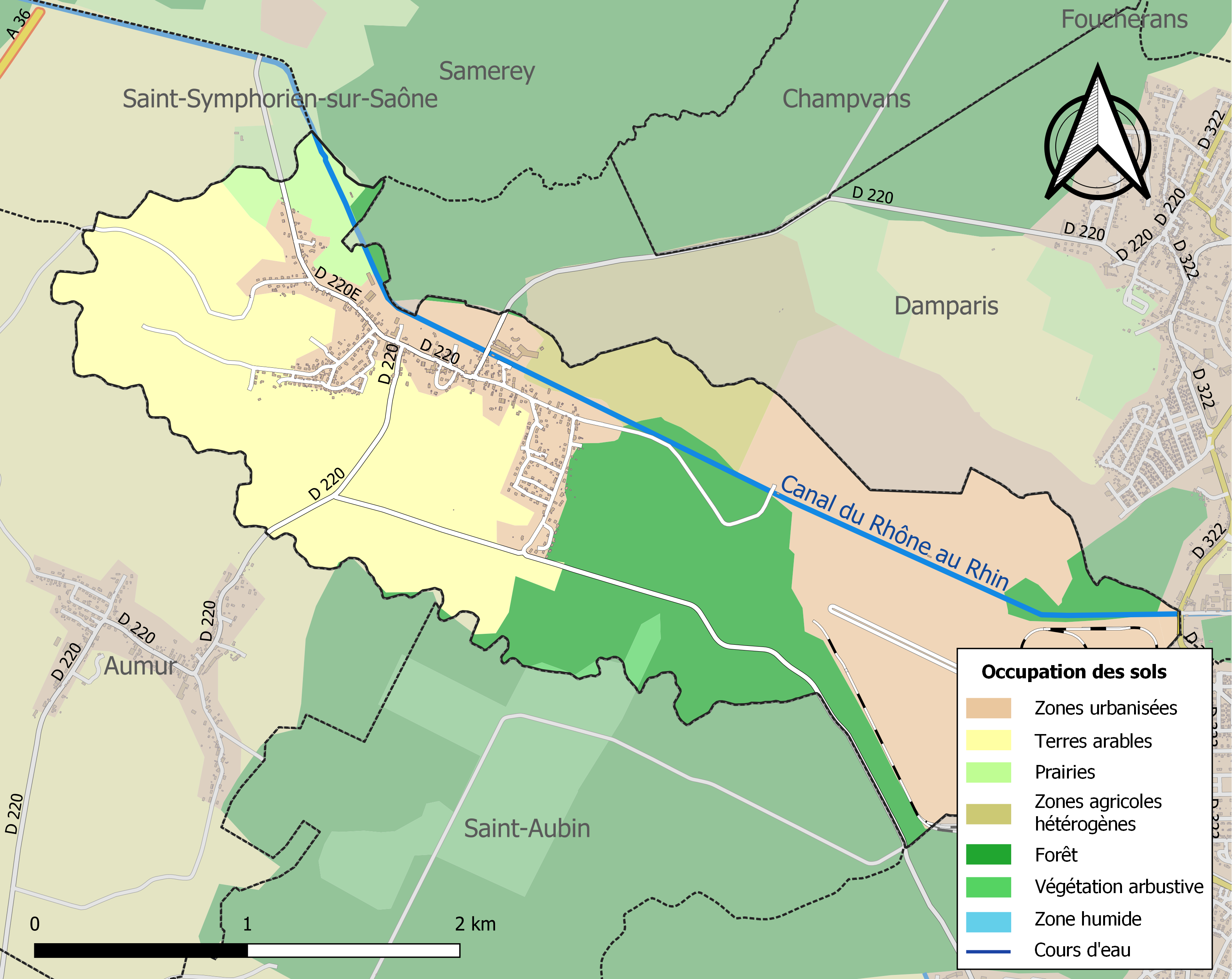
Carte des infrastructures et de l'occupation des sols de la commune en 2018 (CLC).

### Logement
En 2009, le nombre total de logements dans la commune était de 331, alors qu'il était de 283 en 1999.
Parmi ces logements, 91,3 % étaient des résidences principales, 0,6 % des résidences secondaires et 8,0 % des logements vacants. Ces logements étaient pour 87,2 % d'entre eux des maisons individuelles et pour 11,9 % des appartements.
La proportion des résidences principales, propriétés de leurs occupants était de 82,3 %, en légère hausse sensible par rapport à 1999 (80,7 %). La part de logements HLM loués vides était de 2,6 % contre 0,0 %.

### Voies
| 27 Odonymes recensés à Abergement-la-Ronce | 27 Odonymes recensés à Abergement-la-Ronce | 27 Odonymes recensés à Abergement-la-Ronce | 27 Odonymes recensés à Abergement-la-Ronce | 27 Odonymes recensés à Abergement-la-Ronce | 27 Odonymes recensés à Abergement-la-Ronce | 27 Odonymes recensés à Abergement-la-Ronce | 27 Odonymes recensés à Abergement-la-Ronce | 27 Odonymes recensés à Abergement-la-Ronce | 27 Odonymes recensés à Abergement-la-Ronce | 27 Odonymes recensés à Abergement-la-Ronce | 27 Odonymes recensés à Abergement-la-Ronce | 27 Odonymes recensés à Abergement-la-Ronce |
| Allée                                      | Avenue                                     | Boulevard                                  | Chemin                                     | Impasse                                    | Montée                                     | Passage                                    | Place                                      | Route                                      | Rue                                        | Ruelle                                     | Autres                                     | Total                                      |
| ------------------------------------------ | ------------------------------------------ | ------------------------------------------ | ------------------------------------------ | ------------------------------------------ | ------------------------------------------ | ------------------------------------------ | ------------------------------------------ | ------------------------------------------ | ------------------------------------------ | ------------------------------------------ | ------------------------------------------ | ------------------------------------------ |
| 0                                          | 0                                          | 0                                          | 2                                          | 2                                          | 0                                          | 0                                          | 2                                          | 0                                          | 21                                         | 0                                          | 0                                          | 27                                         |

### Voies de communication et transports
La commune est accessible par les routes D 220 (Saint-Aubin - Dole) et D 220E (Abergement-la-Ronce - Saint-Symphorien-sur-Saône), ainsi que par l'EuroVelo 6 et le canal du Rhône au Rhin, qui la traversent. Les autres infrastructures de transport les plus proches sont l'échangeur de Dole-Choisey (A39, sortie no 6), à 13 km, la gare TGV de Dole-Ville, à 12 km, ainsi que l'aéroport de Dole-Jura, à 5,6 km.

## Toponymie
Le toponyme Abergement-la-Ronce est composé du nom Abergement, issu de l'ancien français Albergement, évoquant un lieu d'accueil pour les voyageurs, auquel est adjointe la-Ronce, en référence aux broussailles épineuses qui jonchaient le terrain, avant que le village n'y soit construit. Selon la période et le scribe, le toponyme est aussi orthographié Albergement, Labergement, L'Abergement de la Ronce, Abergement de la Ronce, ou Labergement-la-Ronce.

## Histoire

### Monographie historique

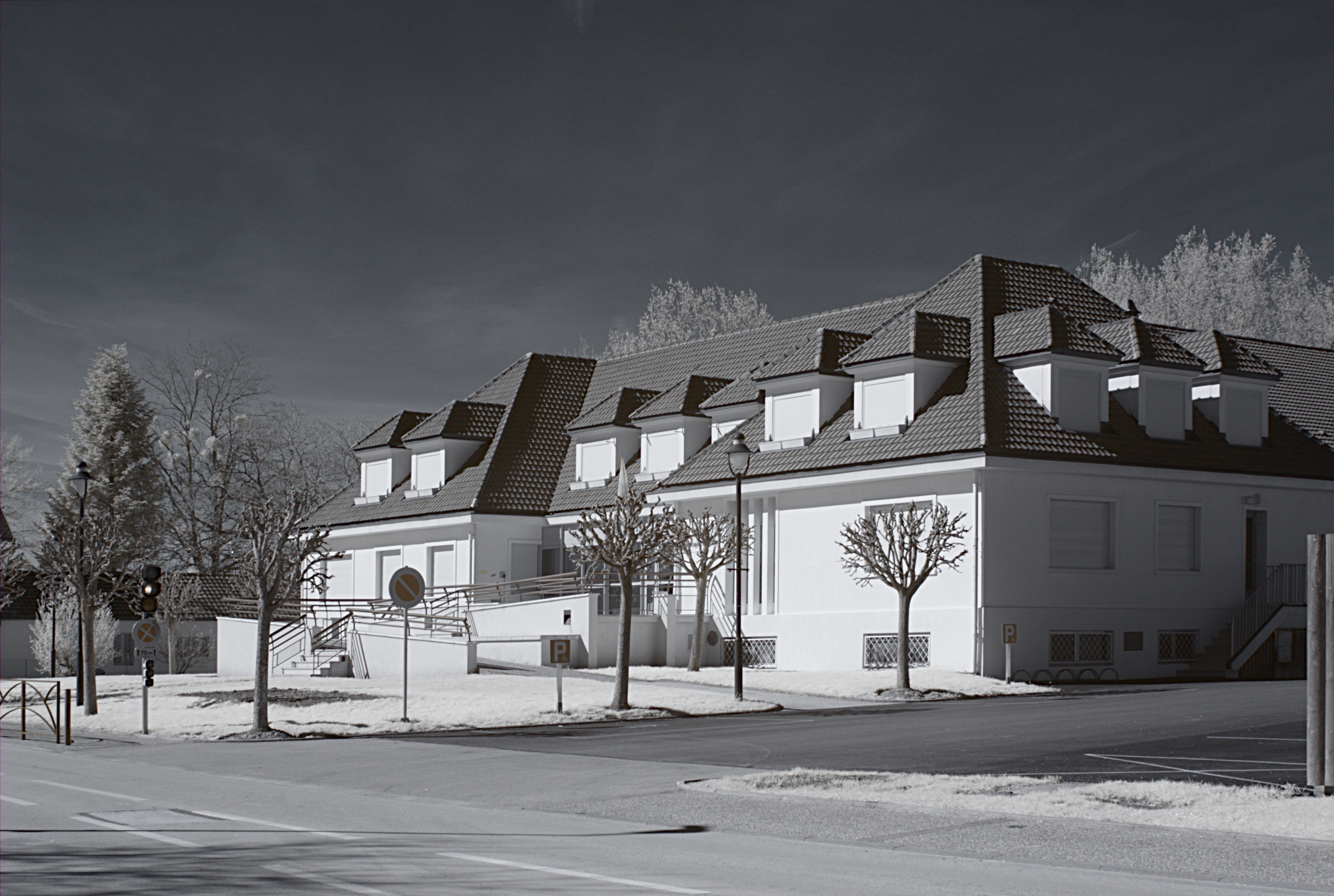
Mairie (photographie infrarouge).

Bien que la voie romaine reliant Dijon à Monts-Jura traverse son territoire, le village n'est fondé qu'au XIIIe siècle.
Sous l'Ancien Régime, le village appartient au comté de Bourgogne, alors territoire du Saint-Empire romain germanique. Il dépendait pour les affaires temporelles de la seigneurie de Gevry, dans le bailliage de Dole, et pour les affaires spirituelles de la paroisse de Tavaux, du doyenné de Neublans, de l’archidiaconé de Gray, du pagus d’Amous et du diocèse de Besançon.
De par sa proximité avec le duché de Bourgogne et le royaume de France, le village n'est pas épargné par les nombreuses guerres, qui opposent les Comtois aux Bourguignons, puis aux Français, depuis sa fondation jusqu'à la conquête définitive de la Franche-Comté, par Louis XIV, en 1674.
En 1736, Abergement-la-Ronce devient une paroisse indépendante, et l'église Saint-Jean-Baptiste actuelle est édifiée sur une ancienne. Vers 1800 est creusé le canal du Rhône au Rhin traversant le village. Cette réalisation a nécessité la déviation sur sa rive droite du ruisseau La Blaine, alimentant le moulin du Turlurot, contraint de cesser son activité.
Entre 1875 et 1878, la filature et fabrique de feutre Châtelet est construite au nord du village, avant d'être reprise par la famille Strüver de 1895 à 1960, puis par la S.C.I. d'Abergement-la-Ronce, créée l'année même entre P.A.V. et E.J. Monnoyeur, qui en fait une blanchisserie industrielle du chiffon d'essuyage, en proie aux flammes en 1972, 1977 et 1984, puis reprise par Michel Falconnet, en 1998.
En 1889, une première compagnie de pompiers est fondée, dissoute puis reconstituée en 1934. Entre 1926 et 1978, 215 ha de l'usine d'industrie chimique Solvay, est construite au nord-est du village. Ces deux sites industriels figurent tous deux à l'Inventaire général du patrimoine culturel (IGPC), depuis le 26 juillet 1995.
Dans les années 1970, le centre administratif Georges-Fèvre est érigé à l'emplacement de l'ancien presbytère. Depuis 1997, Abergement dépend pour les affaires spirituelles, avec Aumur et Damparis, de la paroisse Abbaye de la Trinité, placée sous le vocable de Saint-Sébastien.
Au début des années 2000, une halte-nautique est construite sur l'une des rives du canal. En 2005, la compagnie de sapeurs-pompiers est dissoute au profit de celle de Saint-Aubin.

## Politique et administration

### Liste des maires
| Période   | Période   | Identité            | Étiquette | Qualité                 |
| --------- | --------- | ------------------- | --------- | ----------------------- |
| 2008      | juin 2020 | Jean-Louis Bouchard | SE        | Retraité, réélu en 2014 |
| juin 2020 | En cours  | Joëlle Lepetz       |           |                         |

Parti=SE

### Tendances politiques et résultats
Lors des élections européennes de 2019, Abergement-la Ronce possède un taux de participation supérieur à la  moyenne  (56,00 % contre 50,12 % au niveau national). La liste du Rassemblement National y arrive en tête, avec 33,83 % des suffrages exprimés, contre 23,31 % au niveau national. La liste de La République en Marche obtient 12,57 % des voix, contre 22,41 % au niveau national. Debout la France, obtient 8,38 % des votes contre 3,51 % au niveau national. La liste des Républicains obtient 7,78 % des suffrages, contre 8,48 % au niveau national. La liste d'Europe-Ecologie-Les Verts réalise un score de 7,49 % des voix, contre 13,48 % au niveau national. La liste de la France Insoumise obtient 7,19 % des votes, contre 6,31 % au niveau national. La liste du Parti Socialiste obtient 6,29 % des voix contre 6,13 % au niveau national. Les  autres listes obtiennent des sores inferieurs à 5 %.
Le résultat de l'élection présidentielle de 2012 dans cette commune est le suivant :
| Candidat       | Candidat                    | Premier tour | Premier tour | Second tour | Second tour |
| Candidat       | Candidat                    | Voix         | %            | Voix        | %           |
| -------------- | --------------------------- | ------------ | ------------ | ----------- | ----------- |
|                | Marine Le Pen (FN)          | 162          | 31,76        |             |             |
|                | François Hollande (PS)      | 115          | 22,55        | 218         | 46,48       |
|                | Nicolas Sarkozy (UMP)       | 107          | 20,98        | 251         | 53,52       |
|                | Jean-Luc Mélenchon (FG)     | 49           | 9,61         |             |             |
|                | François Bayrou (MoDem)     | 42           | 8,24         |             |             |
|                | Nicolas Dupont-Aignan (DLR) | 20           | 3,92         |             |             |
|                | Philippe Poutou (NPA)       | 8            | 1,57         |             |             |
|                | Jacques Cheminade (SP)      | 3            | 0,59         |             |             |
|                | Eva Joly (EÉLV)             | 3            | 0,59         |             |             |
|                | Nathalie Arthaud (LO)       | 1            | 0,20         |             |             |
|                |                             |              |              |             |             |
| Inscrits       | Inscrits                    | 601          | 100,00       | 601         | 100,00      |
| Abstentions    | Abstentions                 | 83           | 13,81        | 87          | 14,48       |
| Votants        | Votants                     | 518          | 86,19        | 514         | 85,52       |
| Blancs et nuls | Blancs et nuls              | 8            | 1,54         | 45          | 8,75        |
| Exprimés       | Exprimés                    | 510          | 98,46        | 469         | 91,25       |

Le résultat de l'élection présidentielle de 2017 dans cette commune est le suivant :
| Candidat    | Candidat                    | Premier tour | Premier tour | Deuxième tour | Deuxième tour |
| Candidat    | Candidat                    | %            | Voix         | %             | Voix          |
| ----------- | --------------------------- | ------------ | ------------ | ------------- | ------------- |
|             | Marine Le Pen (FN)          | 33,58        | 179          | 51,70         | 243           |
|             | Emmanuel Macron (EM)        | 16,89        | 90           | 48,30         | 227           |
|             | Jean-Luc Mélenchon (LFI)    | 16,70        | 89           |               |               |
|             | François Fillon (LR)        | 15,01        | 80           |               |               |
|             | Nicolas Dupont-Aignan (DLF) | 9,76         | 52           |               |               |
|             | Benoît Hamon (PS)           | 3,75         | 20           |               |               |
|             | Jean Lassalle (RES)         | 1,69         | 9            |               |               |
|             | Philippe Poutou (NPA)       | 1,50         | 8            |               |               |
|             | François Asselineau (UPR)   | 0,94         | 5            |               |               |
|             | Nathalie Arthaud (LO)       | 0,19         | 1            |               |               |
|             | Jacques Cheminade (SP)      | 0,00         | 0            |               |               |
|             |                             |              |              |               |               |
| Inscrits    | Inscrits                    | 639          | 100,00       | 639           | 100,00        |
| Abstentions | Abstentions                 | 97           | 15,18        | 105           | 16,43         |
| Votants     | Votants                     | 542          | 84,82        | 534           | 83,57         |
| Blancs      | Blancs                      | 8            | 1,48         | 47            | 8,80          |
| Nuls        | Nuls                        | 1            | 0,18         | 17            | 3,18          |
| Exprimés    | Exprimés                    | 533          | 98,34        | 470           | 88,01         |

## Population et société

### Démographie
L'évolution du nombre d'habitants est connue à travers les recensements de la population effectués dans la commune depuis 1793. Pour les communes de moins de 10 000 habitants, une enquête de recensement portant sur toute la population est réalisée tous les cinq ans, les populations de référence des années intermédiaires étant quant à elles estimées par interpolation ou extrapolation. Pour la commune, le premier recensement exhaustif entrant dans le cadre du nouveau dispositif a été réalisé en 2006.

En 2022, la commune comptait 832 habitants, en évolution de −1,54 % par rapport à 2016 (Jura : −0,81 %, France hors Mayotte : +2,11 %).
| 1793 | 1800 | 1806 | 1821 | 1831 | 1836 | 1841 | 1846 | 1851 |
| ---- | ---- | ---- | ---- | ---- | ---- | ---- | ---- | ---- |
| 254  | 218  | 291  | 283  | 365  | 331  | 335  | 316  | 303  |

| 1856 | 1861 | 1866 | 1872 | 1876 | 1881 | 1886 | 1891 | 1896 |
| ---- | ---- | ---- | ---- | ---- | ---- | ---- | ---- | ---- |
| 324  | 326  | 333  | 326  | 383  | 397  | 375  | 391  | 370  |

| 1901 | 1906 | 1911 | 1921 | 1926 | 1931 | 1936 | 1946 | 1954 |
| ---- | ---- | ---- | ---- | ---- | ---- | ---- | ---- | ---- |
| 346  | 334  | 332  | 295  | 277  | 358  | 297  | 322  | 351  |

| 1962 | 1968 | 1975 | 1982 | 1990 | 1999 | 2006 | 2011 | 2016 |
| ---- | ---- | ---- | ---- | ---- | ---- | ---- | ---- | ---- |
| 417  | 454  | 610  | 677  | 667  | 735  | 744  | 775  | 845  |

| 2021 | 2022 | - | - | - | - | - | - | - |
| ---- | ---- | - | - | - | - | - | - | - |
| 841  | 832  | - | - | - | - | - | - | - |

### Enseignement
Abergement-la-Ronce dispose d'une grande école primaire publique, accueillant une centaine d'élèves. Le collège public du secteur est le collège Jean-Jaurès de Damparis. Les lycées publics les plus proches sont Jacques-Duhamel et Charles-Nodier, à Dole.

### Sports et loisirs
L'animation du village est assurée par le Foyer rural qui propose de nombreuses activités récréatives (chorale, pétanque etc.), l'Amicale des Anciens Sapeurs-Pompiers, l'Association Communale de Chasse Agréée, le Football Club, l'Union Sportive Tavaux Damparis Abergement, ainsi que les associations de parents d'élèves, "De fil en aiguilles" et "Les bons vivants".
Concernant les infrastructures, la commune met à disposition les salles du centre administratif et culturel Georges Fèvre, un terrain de pétanque, un stade de football et rugby avec ses terrains d'entrainement, un court de tennis, un skatepark et deux aires de jeux.

## Économie

### Revenus de la population et fiscalité
En 2010, le revenu fiscal médian par ménage était de 31 994 €, ce qui plaçait Abergement-la-Ronce au 10 713e rang parmi les 31 525 communes de plus de 39 ménages en métropole.

### Emploi
En 2009, la population âgée de 15 à 64 ans s'élevait à 466 personnes, parmi lesquelles on comptait 72,0 % d'actifs dont 67,4 % ayant un emploi et 4,6 % de chômeurs.
Abergement appartient au bassin d'emploi de Dole. On comptait 53 emplois dans la zone d'emploi, contre 131 en 1999. Le nombre d'actifs ayant un emploi résidant dans la zone d'emploi étant de 316, l'indicateur de concentration d'emploi est de 16,8 %, ce qui signifie que la zone d'emploi n'offre qu'un emploi pour six habitants actifs.

### Entreprises
Au 31 décembre 2010, Abergement-la-Ronce comptait 36 établissements : cinq dans l’agriculture-sylviculture-pêche, huit dans l'industrie, quatre dans la construction, quinze dans le commerce-transports-services divers et quatre étaient relatifs au secteur administratif.
En 2011, 8 entreprises ont été créées à Abergement-la-Ronce, dont 7 par des autoentrepreneurs.
En dehors des structures administratives et publiques, la commune accueille sur son territoire trois exploitations agricoles, l'usine Solvay, la blanchisserie Monnoyeur, une boulangerie, un salon de coiffure (Coiffellia), ainsi que les entreprises Michel Wawrzyniak (travaux publics et balayage), Olivier Travaux (travaux publics), Canault père et fils (plâtrerie, peinture, vitrerie) et Dominique Chalumeau (tapisserie, rideaux).

## Culture locale et patrimoine

### Lieux et monuments
- L'église Saint Jean-Baptiste, début XVIIIe siècle (1707). Son clocher abrite deux cloches, baptisées en 1872 (une Richebourg-Petifourt et une Jacob Holtzer et Cie).
- L'usine Strüver (auj. S.A. Monnoyeur), mi-XIXe siècle (IGPC depuis 1995). Ancienne filature.
- L'usine Solvay, début XXe siècle (IGPC depuis 1995)[18].
- Croix du cimetière (1862).
- Monument aux morts. Sis rue du Centre, il comporte 16 individus (12 morts pendant la Première Guerre mondiale et 4 pendant le Seconde Guerre mondiale).
- Sentier de la Ronce (arboretum avec des panneaux réalisés par l'ONF de Côte-d'Or).
- Place Joseph-Gaudillier.
- Pont bascule (ancien poids public).
- Pont sur le canal du Rhône au Rhin.
- Écluse.
- Halte nautique.

### Personnalités liées à la commune
- Adolphe Pointaire (1877-1942), maire de Dole et sénateur.
- Jenny Chevalier (1992-), championne de France National 2 de canoë-kayak en 2011[19].